# Vingt Ans (chanson de Pierre Bachelet)
Pour les articles homonymes, voir Vingt ans (homonymie).
Singles de Pierre Bachelet
Elle ne sait faire que ah !
(1986) C'est pour elle
(1987)
Vingt Ans est une chanson de Pierre Bachelet, sortie en 1987 dans l'album Vingt Ans, écrite par Jean-Pierre Lang et composée par Pierre Bachelet.
L'interprète revient sur la période de mai 68, alors qu'il avait un peu plus de 20 ans.
Le titre de l'autobiographie du chanteur, parue en 1989, fait clairement référence à cette chanson : En ce temps-là j'avais vingt ans...
En 2015, Dave la reprend dans l'album hommage Pierre Bachelet - Nous l'avons tant aimé.